# Morrowville (Kansas)
Morrowville è una città degli Stati Uniti d'America della contea di Washington nello Stato del Kansas.